# Amandine Henry
Pour les articles homonymes, voir Henry.
Amandine Henry, née le 28 septembre 1989 à Lille, est une footballeuse internationale française évoluant au poste de milieu de terrain au Deportivo Toluca FC.
Formée dans sa région natale puis au centre de formation de Clairefontaine, Henry rejoint l’Olympique lyonnais en 2007. Elle s'y construit un palmarès exceptionnel avec neuf titres de championne de France entre 2008 et 2016, cinq victoires en Coupe de France et remporte trois fois la Ligue des champions sur la même période. Performante en club, Amandine Henry découvre l’équipe de France avec les catégories jeunes. En 2009, elle honore sa première sélection avec l'équipe A avant d'être écartée ponctuellement de la sélection. En 2015, elle est élue deuxième meilleure joueuse de la Coupe du monde. En 2017, Henry devient la capitaine des Bleues.
Elle quitte une saison l'OL pour rejoindre les Portland Thorns dans la National Women's Soccer League et remporter le championnat des États-Unis 2017 avec cette équipe. Amandine Henry retrouve en 2018 le vestiaire lyonnais, et poursuit alors sa moisson de trophées nationaux et continentaux.

## Biographie

### Enfance et formation
Amandine Henry naît le 28 septembre 1989 à Lille.
Elle commence le football dès l'âge de cinq ans. Inséparable de son ballon, la petite fille accompagne souvent son père au stade, situé près de sa maison de Lomme, commune limitrophe de Lille. Celui-ci l'inscrit en club, à l'OSM Lomme, puis à l'Iris Club de Lambersart. À dix ans, on lui refuse l'entrée dans un club lillois parce qu'elle est une fille. Elle évolue en équipe mixte jusqu'à l'âge de 12-13 ans.
Elle commence sa carrière senior au FCF Hénin-Beaumont en 2004, où elle inscrit onze buts en vingt matchs.
À 15 ans, elle entre au centre de formation du football de Clairefontaine. Une période que la footballeuse considère aujourd'hui comme l'un de ses meilleurs souvenirs. Pendant trois ans, Amandine Henry suit un entraînement intense : « J’ai joué pour la première fois avec les filles, là je me suis dit que c’était du sport de haut niveau. Entre les journées de cours et les entraînements le soir, c'était costaud ». Elle réalise une excellente saison avec vingt-deux buts en trente-deux matchs.

### Succès à l'Olympique lyonnais (2007-2016)

#### Progressivement titulaire (2007-2011)
Pour la saison 2007-2008, Amandine Henry rejoint l'Olympique Lyonnais alors champion en titre de Division 1. Elle obtient son premier titre de championne de France et joue ses deux premiers matchs de Coupe d'Europe.
Peu de temps après son arrivée à l'OL, la jeune femme se blesse au genou et doit subir une greffe de cartilage - encore jamais pratiquée sur un sportif de haut niveau. Ses saisons 2008-2009 et 2009-2010 sont donc amputées. Grâce à ses prestations solides et régulières, elle obtient sa première sélection avec l'Équipe de France le 22 avril 2009.
Elle dispute la finale de Ligue des Champions 2009-2010 face au 1. FFC Turbine Potsdam au Stade Coliseum Alfonso Pérez de Getafe. Le match se terminant sur un score nul et vierge au bout de la prolongation, la séance de tirs au but décide du vainqueur de la compétition. C'est le club allemand qui s'impose sept tirs au but à six. Lors de cette séance, elle rate le quatrième tir au but des lyonnaises.
Un an et demi après sa blessure, Amandine Henry signe son grand retour à l'OL. Du Championnat de France à la Ligue des Champions, en passant par la Coupe de France, la joueuse rafle tous les trophées. Lors de la saison 2010-2011, Amandine Henry dispute dix-huit matchs de Division 1 et marque cinq buts. Le 26 mai 2011, elle dispute la finale de Ligue des Champions 2010-2011 face à Potsdam à Craven Cottage de Londres. Après leur échec la saison précédente, les Lyonnaises prennent leur revanche et s'imposent deux à zéro. Amandine Henry dispute l'intégralité de la rencontre et remporte sa première Ligue des champions à l'âge de 22 ans.

#### Cadre d'une machine à gagner (2011-2016)

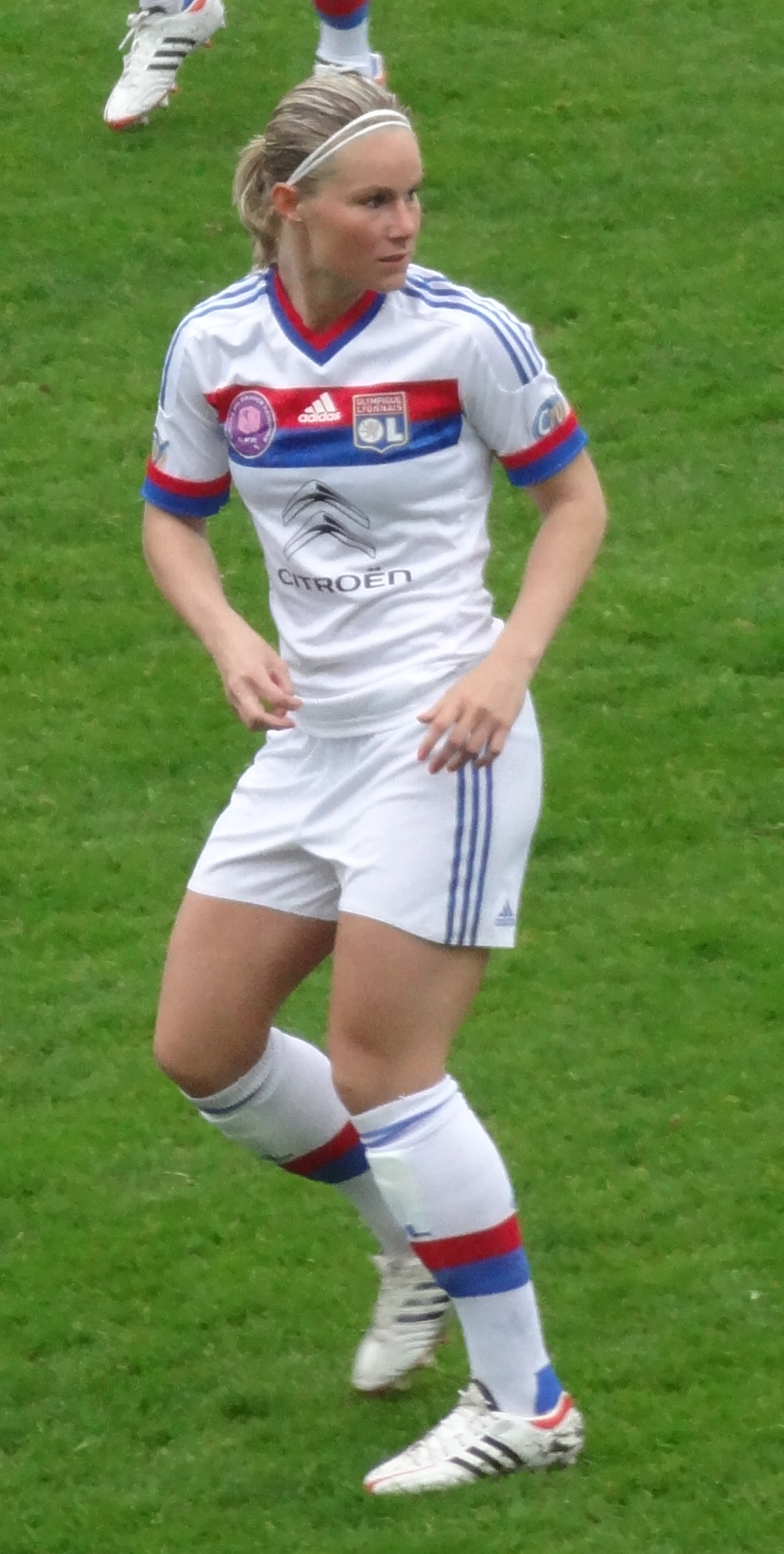
Amandine Henry en avril 2012.

Durant la saison 2011-2012, elle dispute trentre-quatre matchs et marque neuf buts avec l'Olympique lyonnais, ce qui en fait une des joueuses les plus utilisées par l’entraîneur Patrice Lair. Le 13 mai 2012, elle dispute la finale de la Coupe de France face au Montpellier Hérault au Stade Jacques-Rimbault de Bourges. Victoire 2 buts à 1 grâce à un doublé de Lotta Schelin. La semaine suivante, elle dispute la finale de la Ligue des Champions 2011-2012 face au 1. FFC Francfort. Au Stade Olympique de Munich, les Lyonnaises s'imposent deux à zéro et remportent leur deuxième Ligue des Champions d'affilée avec Lyon et réalisent le triplé Championnat de France, Coupe nationale et Coupe d'Europe.
Lors de la saison 2012-2013, elle dispute trente-six matchs dont vingt matchs de Division 1. Le 3 octobre 2012, lors du 16e de finale retour de Ligue des Champions face au club de Vantaa (victoire 5-0) elle inscrit le deuxième but lyonnais à la 40e minute de jeu sur une frappe lointaine. Trois semaines plus tard, lors du huitième de finale aller face aux russes du FK Zorkiy Krasnogorsk (victoire 9-0), elle inscrit un doublé avec une frappe du pied gauche en lucarne à la 53e minute et un penalty à la 84e minute. Auparavant, un de ses tirs échoue sur la barre transversale à la 14e minute et est repris par Camille Abily pour l'ouverture du score. Le 17 novembre 2012, lors de la rencontre de D1 face au Paris Saint-Germain (victoire 1-0), elle inscrit le but victorieux qui permet aux Lyonnaises de confirmer leur place en tête du championnat. Le 23 mai 2013, elle joue la finale de la Coupe d'Europe face au Vfl Wolfsburg au Stade Stamford Bridge de Londres. Le club allemand s'impose un but à zéro.

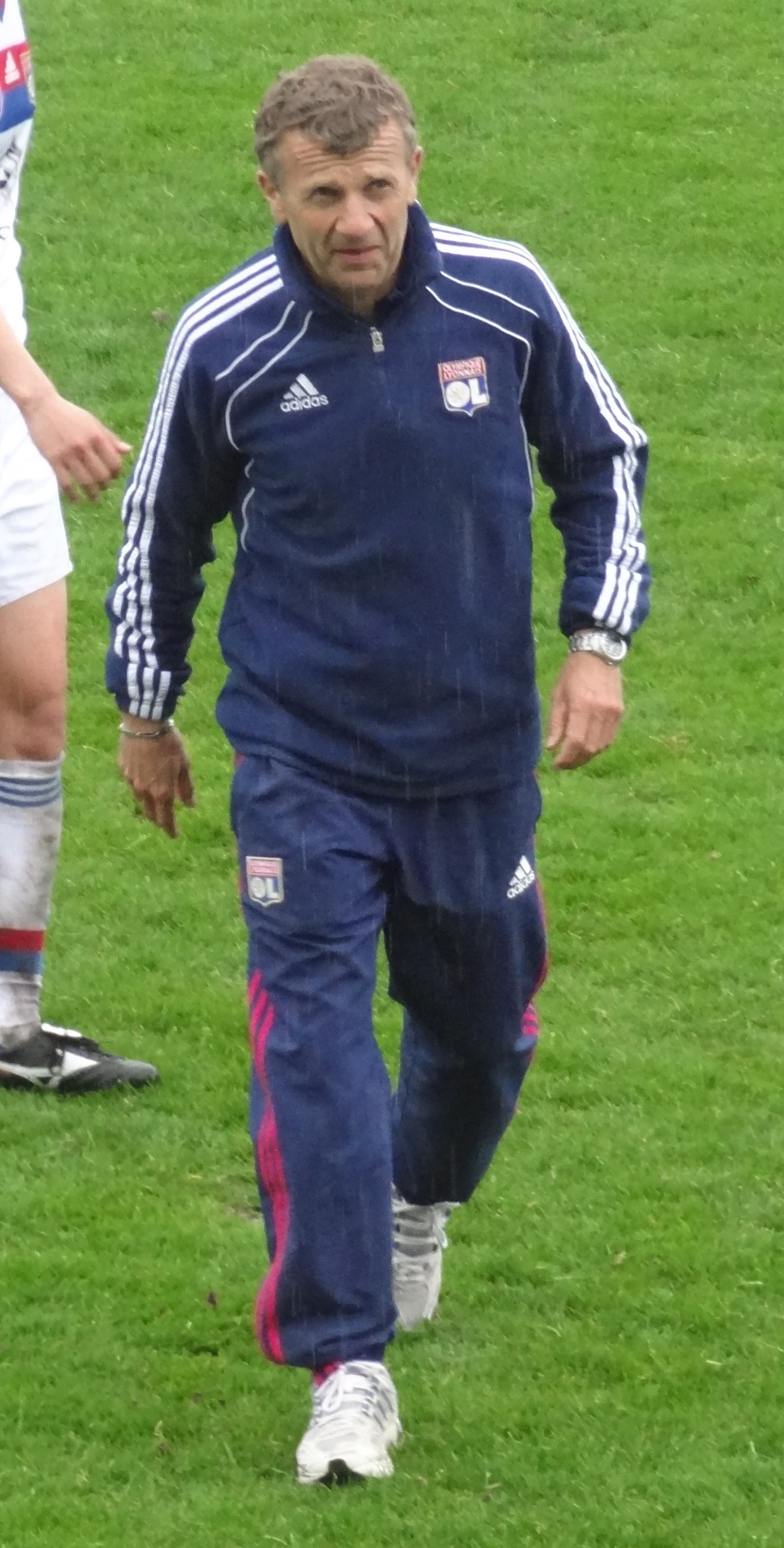
Amandine Henry est coachée par Patrice Lair de 2010 à 2014.

Durant la saison 2013-2014, Amandine Henry dispute vingt-six matchs avec l'Olympique Lyonnais. Le 14 novembre 2013, les Lyonnaises sont éliminées prématurément dès les huitièmes de finale en Ligue des Champions par le FFC Turbine Potsdam (0-1 ; 1-2). Le 15 décembre 2013, Henry inscrit un doublé lors de la victoire 0-4 sur le terrain de Juvisy. Le 7 juin 2014, elle remporte la Coupe de France 2013-2014 après une victoire deux buts à zéro face au Paris Saint-Germain à la MMArena du Mans. Elle remporte troisième Coupe nationale de suite avec Lyon.
Lors de la saison 2014-2015, Amandine Henry dispute dix-neuf rencontres de Championnat de France 2014-2015 pour un but marqué. Le 12 novembre 2014, les Lyonnaises sont éliminées prématurément de la Ligue des Champions au même stade de la compétition que la saison précédente, par le Paris SG (1-1 ; 0-1). Le 18 avril 2015, elle dispute la finale de la Coupe de France 2014-2015 face au Montpellier Hérault au Stade de l'Épopée à Calais. Les Lyonnaises et Henry s'imposent deux buts à un et remportent leur 4e Coupe de France consécutive. Lyon est aussi sacré champion de France.
Durant la saison 2015-2016, Henry dispute treize matchs de championnat de France et marque à six reprises. En janvier 2016, elle est la seule joueuse présente dans la première édition du classement des 30 personnalités les plus influentes du football français du quotidien français L'Equipe. Malgré des blessures au dos, au mollet et une pubalgie, Amandine Henry reste une des pièces maîtresses de l'effectif lyonnais et du système de jeu de Gérard Prêcheur. Lors de la 2e journée de championnat face à Nîmes (victoire 9-0), elle inscrit un doublé sur deux passes d'Amel Majri à la 6e et 55e minute de jeu. Le 13 mars 2016, elle inscrit un coup franc à la 86e minute lors de la rencontre de D1 face à l'ESOF Vendée La Roche-sur-Yon (victoire 5-0). Deux semaines plus tard, elle participe au premier match des joueuses de l'Olympique Lyonnais dans le Parc OL. Lors de ce quart-de-finale de Ligue des Champions 2015-2016 face au SK Slavia Pragues (victoire 9-1), elle reprend un ballon qui termine sur la transversale avant que Griedge Mbock ne le pousse au fond des filets. Lors de l'avant dernière journée de championnat face à l'ASJ Soyaux (victoire 5-1), elle inscrit un nouveau coup franc à la 84e minute. Cette victoire permet aux joueuses de Lyon d'obtenir leur dixième titre de championne de France consécutif ; le neuvième pour Amandine Henry. Le 15 mai 2016, elle dispute la finale de la Coupe de France 2015-2016 à nouveau face au Montpellier Hérault, au Stade des Alpes de Grenoble. Les Lyonnaises s'imposent deux buts à un. Elle remporte sa cinquième Coupe nationale d'affilée avec Lyon. Le 26 mai 2016, Henry dispute la finale de la Ligue des Champions 2015-2016 face au Vfl Wolfsburg au Stade Reggio Emilia. Comme souvent cette saison, Amandine Henry est repositionnée au poste de défenseuse centrale par son entraîneur Prêcheur pour cette rencontre. Amandine Henry remporte sa troisième Ligue des Champions avec le club de Lyon (1-1 tab 4-3). L'Olympique lyonnais réalise le triplé Championnat-Coupe de France-Ligue des Champions.

### Aventure américaine et retour à l'OL (depuis 2016)
En mars 2016, Amandine Henry rejoint le Thorns FC de Portland en pleine saison de National Women's Soccer League (NWSL), le championnat des États-Unis. Elle motive son départ : « J'ai toujours voulu tenter une expérience à l'étranger, apprendre une nouvelle langue, découvrir une autre culture, une autre façon de travailler. J'aurais pu rester à l'OL, mais pourquoi ? J'ai tout connu et tout gagné. Je n'avais plus cette boule au ventre sur tous les matchs, qui fait qu'on se surpasse. C'était le moment de partir. J'ai été surprise de l'intérêt de Portland. Je ne pensais pas être connue dans ce monde-là ». Elle s'engage avec les Thorns pour deux saisons, et s'impose très vite comme une titulaire indiscutable de cette équipe au poste de milieu défensif. Accueillie à l'aéroport avec les médias et des écharpes à son nom, l'équipe joue ses matchs à guichet fermé devant 16 000 spectateurs.
Fin janvier 2017, Amandine profite de la trêve du championnat américain pour être prêtée durant deux mois au Paris Saint-Germain où elle retrouve son ancien entraîneur lyonnais Patrice Lair. « Je ne voulais pas rester inactive. (...) Paris, c'est un nouveau challenge. Il y a un côté pimenté dans le sens où il y a encore tout à faire ici. Je serai contente d'être à la base d'un premier titre pour le club ». Dès mars 2017, elle retourne aux États-Unis pour préparer la saison 2017 avec les Thorns, dont le premier match a lieu en avril.
Le 14 octobre 2017, Amandine Henry remporte la National Women's Soccer League avec les Portland Thorns contre North Carolina (1-0). Elle décide de quitter les États-Unis à l'issue de ce championnat pour revenir à l'Olympique Lyonnais.
Pour son retour en France, la joueuse remporte de nouveau le championnat, ainsi que la Ligue des champions.
Le 8 octobre 2018, la joueuse est nommée parmi les quinze prétendantes au premier Ballon d'or féminin, avec ses coéquipières Amel Majri et Wendie Renard (elle se classera 7e).
En 25e place des 30 personnalités les plus influentes du football français du quotidien français L'Equipe en 2019, Amandine Henry émerge comme l'une des figures du football féminin en France.
Début février 2021, elle prolonge son contrat jusqu'en juin 2023 avec l'OL. Le 21 mai 2022, elle marque le premier but lors de la finale de la Ligue des champions contre le FC Barcelone et remporte le 8e sacre de l’Olympique Lyonnais sur le score de 3 buts à 1.
Lors de la saison 2022-2023, elle connaît une période plus compliquée, entre blessures et manque de forme. En fin de saison, la situation se tend entre elle et l'Olympique lyonnais, la presse indiquant que la joueuse a demandé à quitter le club plus tôt pour rejoindre le championnat américain. La joueuse se met en arrêt maladie pour "raisons personnelles" sans que les raisons précises ne soient publiquement révélées. Elle quitte finalement l'OL à la fin de son contrat sans faire ses adieux sur les terrains et rejoint Angel City aux Etats-Unis.
En novembre 2023, le LOSC annonce l'arrivée d'Amandine Henry en prêt pour l'intersaison américaine, une façon pour la joueuse de se maintenir en forme dans la ville de son enfance avant les Jeux Olympiques. Une signature prestigieuse pour l'équipe tout juste promue en D1. Mais elle ne participe qu'à 3 matches et son contrat est écourté en raison d'un carton rouge sanctionné de 3 matches de suspension.

### En équipe nationale

#### Débuts contrastés (2007-2013)
Elle joue en équipe de France des moins de 19 ans et en équipe de France des moins de 20 ans. Elle est la capitaine de l'équipe nationale des moins de 19 ans qui atteint les demi-finales de l'Euro 2007.

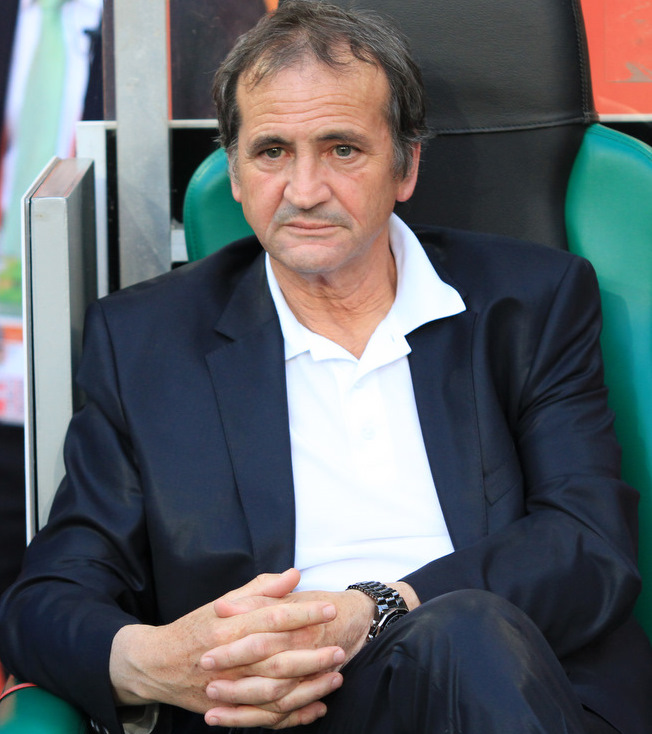
Bruno Bini lui offre ses premières sélections en A.

Elle honore sa 1re sélection le 22 avril 2009 dans un match amical face à la Suisse (victoire 2-0). Lors de cette rencontre elle fête par la même occasion sa première titularisation.
Elle participe au Championnat d'Europe 2009 avec les Bleues organisée en Finlande. Elle joue le quart de finale face aux Pays-Bas au poste de milieu défensive au côté de Camille Abily. Le match se terminant sur un score nul et vierge au bout de la prolongation, la séance de tirs au but décide du vainqueur de la rencontre. Ce sont les Néerlandaises qui s'imposent cinq tirs au but à quatre. Lors de cette séance, elle réussit le troisième tir au but des françaises.
Le 5 mai 2010, lors d'un match amical face à la Suisse (victoire 2-0), elle inscrit son premier but à la 29e minute sur une passe d'Eugénie Le Sommer.
Elle est considérée par tous les observateurs comme l'une des meilleures joueuses mondiales à son poste mais est la grande absente de la sélection de Bruno Bini en vue des Jeux olympiques 2012.
Le 14 mai 2013 le sélectionneur Bruno Bini la convoque pour la première fois depuis l'année 2010 pour le match amical contre la Finlande (1er juin 2013), écartée de la sélection pour blessure et/ou conflit avec une coéquipière. Lors de cette rencontre, elle est titulaire aux côtés d'Élise Bussaglia et est remplacée à la 78e minute par Jessica Houara-d'Hommeaux (victoire 3-0).
Elle participe ensuite à la phase finale du Championnat d'Europe de football féminin 2013. Lors de cette compétition Amandine Henry, dispute le troisième match de phase de groupe de l'équipe de France face à l'Angleterre (victoire 3-0). Comme lors de l'édition 2009, les Bleues sont éliminées en quart de finale aux tirs aux penaltys. Défaite face au Danemark 1-1 (2-4 Tab).

#### Titulaire puis capitaine (2014-2020)

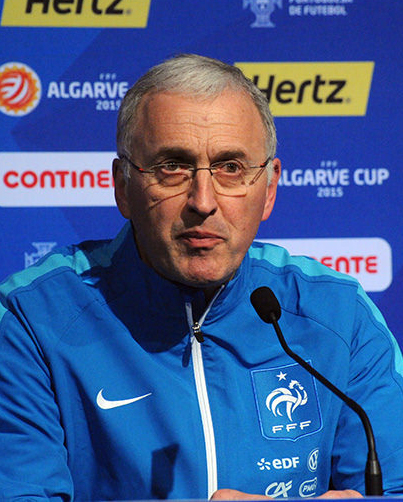
Philippe Bergeroo lui donne davantage de temps de jeu en Bleue.

L'arrivée de Philippe Bergeroo au poste de sélectionneur permet à Amandine Henry d'avoir un temps de jeu plus important. Elle est un élément essentiel du dispositif des Bleues.
En 2015, elle participe à la Coupe du monde de football féminin. Au cours de celle-ci, elle marque notamment l'un des plus beaux buts de la compétition contre le Mexique(victoire 5-0). L'équipe de France s'incline en quart de finale face à l'Allemagne aux tirs au but (4-5 Tab) après un match nul un partout. Elle est par la suite sélectionnée au sein d'une liste de huit joueuses candidates au titre de Ballon d'Or de la Coupe du monde féminine. Elle remporte finalement le Ballon d'Argent, qui récompense la deuxième meilleure joueuse de la compétition,,.
Le 1er décembre 2015, lors d'un match de qualification pour le Championnat d'Europe 2017 face à la Grèce (victoire 3-0). Elle fête sa 48e sélection en équipe de France en ouvrant le score dès la 12e minute. Lors de cette rencontre, elle est capitaine de la sélection nationale pour la première fois.
Lors de l'Euro 2017, Amandine est vice-capitaine de l'équipe de France derrière Wendie Renard. « On nous fait confiance et on représente le pays. Ça montre qu’on a une place à part entière dans le groupe, qu’on est écouté et qu’on doit montrer l’exemple également dans les bons comme dans les mauvais moments. Je fais aussi le relais entre le coach et le reste du groupe ».
Amandine Henry gagne sa place dans l'équipe de France, où elle porte le maillot numéro 6. En 2017, peu après l'arrivée de Corinne Diacre au poste de sélectionneuse nationale, elle devient la capitaine des Bleues,.
Le 2 mai 2019, elle est convoquée parmi les 23 pour disputer la Coupe du monde 2019 où elle est nommée capitaine.
Le 7 juin 2019, lors du match d'ouverture de la Coupe du monde 2019, elle inscrit le 4e but de son équipe face à la Corée du Sud (score final 4-0).
Le 23 juin 2019, lors du huitième de finale de la Coupe du monde 2019, face au Brésil elle offre la victoire aux Bleues grâce à un but inscrit en prolongations. Les deux équipes en sont à 1 but partout, quand à la 105e minute, Amel Majri tire un coup franc repris devant le but par Amandine Henry. À cette occasion les médias français et brésiliens tracent le même parallèle : à treize années d'écart, une victoire française en Coupe du monde face au Brésil grâce à un coup franc excentré et une reprise de Henry. En quart de finale de la Coupe du monde 2006, le coup franc avait été tiré par Zinédine Zidane, et le but de la victoire marqué par Thierry Henry.
Après une petite blessure d'un mois contractée à la fin de l'été 2020, Amandine Henry n'est pas rappelée par Corinne Diacre lors de l'annonce de la liste du mois d'octobre, alors que la capitaine a repris normalement avec son club de Lyon depuis un mois. Une décision qui fait grincer des dents Amandine Henry mais que Corinne Diacre, avec qui les relations sont un peu froides, justifie par un « choix sportif » en raison de son retour de blessure. Olivier Blanc, le représentant de son club, estime qu'elle a été « très surprise et choquée ».
En novembre 2020, Amandine Henry donne une interview à Canal+ pour fustiger Corinne Diacre : « Humainement, je voyais des filles pleurer dans leur chambre, moi personnellement il m'est arrivé de pleurer dans ma chambre, car j'avais envie de vivre cette Coupe du Monde mais ça a été un chaos total ».
Le 21 novembre 2020, quelques jours après ses critiques publiques, Amandine Henry est tout de même sélectionnée par Corinne Diacre, qui joue l'apaisement tout en jugeant inacceptable de livrer ses états d'âme à travers les médias. Elle sera par la suite écartée de la sélection pendant 3 ans.

#### Vers la fin (2022-2024)
Elle n'est pas sélectionnée pour participer à l'Euro 2022 en Angleterre.
Sélectionnée pour la Coupe du monde 2023, après la nomination d'Hervé Renard, blessée, elle doit déclarer forfait. Elle fait enfin son retour en Equipe de France en 2023 pour la Ligue des Nations.
Parallèlement, elle reprend ses études à l'EM Lyon Business School à partir de 2022,.
Le 13 octobre 2024, elle annonce sa retraite internationale.
En juin 2025, la ville de Templemars a renommé « Stade Amandine Henry » en l’honneur de sa carrière et de son influence dans le football féminin.

## Style de jeu
« Au milieu de terrain, en Europe, et même dans le monde, il n'y a pas mieux qu'elle » », résume David Vanlerberghe, son premier coach à Lomme.

## Statistiques détaillées

### En club
| Saison                | Club                  | Championnat           | Championnat | Championnat | Coupe(s) nationale(s) | Coupe(s) nationale(s) | Compétition(s) continentale(s) | Compétition(s) continentale(s) | Compétition(s) continentale(s) | Total | Total |
| Saison                | Club                  | Division              | M.          | B.          | M.                    | B.                    | Comp.                          | M.                             | B.                             | M.    | B.    |
| 2004-2005             | FCF Hénin-Beaumont    | D1                    | 20          | 11          | -                     | -                     | -                              | -                              | -                              | 20    | 11    |
| Sous-total            | Sous-total            | Sous-total            | 20          | 11          | -                     | -                     | -                              | -                              | -                              | 20    | 11    |
| 2005-2006             | CNFE Clairefontaine   | D1                    | 16          | 11          | -                     | -                     | -                              | -                              | -                              | 16    | 11    |
| 2006-2007             | CNFE Clairefontaine   | D1                    | 16          | 11          | -                     | -                     | -                              | -                              | -                              | 16    | 11    |
| Sous-total            | Sous-total            | Sous-total            | 32          | 22          | -                     | -                     | -                              | -                              | -                              | 32    | 22    |
| 2007-2008             | Olympique lyonnais    | D1                    | 4           | 0           | 0                     | 0                     | WC                             | 2                              | 1                              | 6     | 1     |
| 2008-2009             | Olympique lyonnais    | D1                    | 7           | 1           | 4                     | 1                     | WC                             | 1                              | 0                              | 12    | 2     |
| 2009-2010             | Olympique lyonnais    | D1                    | 10          | 2           | 3                     | 1                     | WCL                            | 6                              | 0                              | 19    | 3     |
| 2010-2011             | Olympique lyonnais    | D1                    | 18          | 5           | 3                     | 1                     | WCL                            | 9                              | 0                              | 30    | 6     |
| 2011-2012             | Olympique lyonnais    | D1                    | 21          | 8           | 6                     | -                     | WCL                            | 7                              | 1                              | 34    | 9     |
| 2012-2013             | Olympique lyonnais    | D1                    | 20          | 5           | 5                     | 4                     | WCL                            | 8                              | 3                              | 33    | 12    |
| 2013-2014             | Olympique lyonnais    | D1                    | 20          | 3           | 3                     | 1                     | WCL                            | 3                              | 0                              | 26    | 4     |
| 2014-2015             | Olympique lyonnais    | D1                    | 19          | 1           | 5                     | 1                     | WCL                            | 4                              | 0                              | 28    | 2     |
| 2015-2016             | Olympique lyonnais    | D1                    | 13          | 6           | 1                     | 0                     | WCL                            | 5                              | 0                              | 19    | 6     |
| Sous-total            | Sous-total            | Sous-total            | 132         | 31          | 30                    | 9                     | -                              | 45                             | 5                              | 207   | 45    |
| 2016                  | Portland Thorns FC    | NWSL                  | 10          | 0           | -                     | -                     | -                              | -                              | -                              | 10    | 0     |
| Sous-total            | Sous-total            | Sous-total            | 10          | 0           | -                     | -                     | -                              | -                              | -                              | 10    | 0     |
| 2017                  | Paris Saint-Germain   | D1                    | 4           | 1           | 2                     | 2                     | WCL                            | -                              | -                              | 6     | 3     |
| Sous-total            | Sous-total            | Sous-total            | 4           | 1           | 2                     | 2                     | -                              | -                              | -                              | 6     | 3     |
| 2017                  | Portland Thorns FC    | NWSL                  | 23          | 4           | -                     | -                     | -                              | -                              | -                              | 23    | 4     |
| Sous-total            | Sous-total            | Sous-total            | 23          | 4           | -                     | -                     | -                              | -                              | -                              | 23    | 4     |
| 2017-2018             | Olympique lyonnais    | D1                    | 7           | 3           | 5                     | 1                     | WCL                            | 5                              | 1                              | 17    | 5     |
| 2018-2019             | Olympique lyonnais    | D1                    | 18          | 4           | 5                     | 2                     | WCL                            | 8                              | 2                              | 31    | 8     |
| 2019-2020             | Olympique lyonnais    | D1                    | 15          | 4           | 5+1                   | 0+0                   | WCL                            | 3                              | 1                              | 24    | 5     |
| 2020-2021             | Olympique lyonnais    | D1                    | 19          | 6           | 1                     | 0                     | WCL                            | 5                              | 0                              | 25    | 6     |
| 2021-2022             | Olympique lyonnais    | D1                    | 18          | 1           | 0                     | 0                     | WCL                            | 13                             | 3                              | 31    | 4     |
| 2022-2023             | Olympique lyonnais    | D1                    | 12          | 1           | 3                     | 0                     | WCL                            | 4                              | 0                              | 19    | 1     |
| Sous-total            | Sous-total            | Sous-total            | 89          | 19          | 20                    | 3                     | -                              | 38                             | 7                              | 147   | 29    |
| Total sur la carrière | Total sur la carrière | Total sur la carrière | 310         | 88          | 52                    | 14                    | -                              | 83                             | 12                             | 445   | 114   |

### En sélection
Le tableau suivant dresse les statistiques relatives à Amandine Henry en équipe de France par année.
| Sélection | Année | Statistiques | Statistiques |
| Sélection | Année | Matchs       | Buts         |
| --------- | ----- | ------------ | ------------ |
| France    | 2009  | 6            | 0            |
| France    | 2010  | 6            | 1            |
| France    | 2013  | 7            | 1            |
| France    | 2014  | 13           | 1            |
| France    | 2015  | 16           | 3            |
| France    | 2016  | 8            | 0            |
| France    | 2017  | 13           | 3            |
| France    | 2018  | 9            | 2            |
| France    | 2019  | 11           | 2            |
| France    | 2020  | 4            | 0            |
| France    | 2023  | 5            | 1            |
| France    | 2024  | 11           | 0            |
| Total     | Total | 109          | 14           |

## Palmarès

### Trophées collectifs
Avec l'Olympique lyonnais
- Championnat de France (14) : 

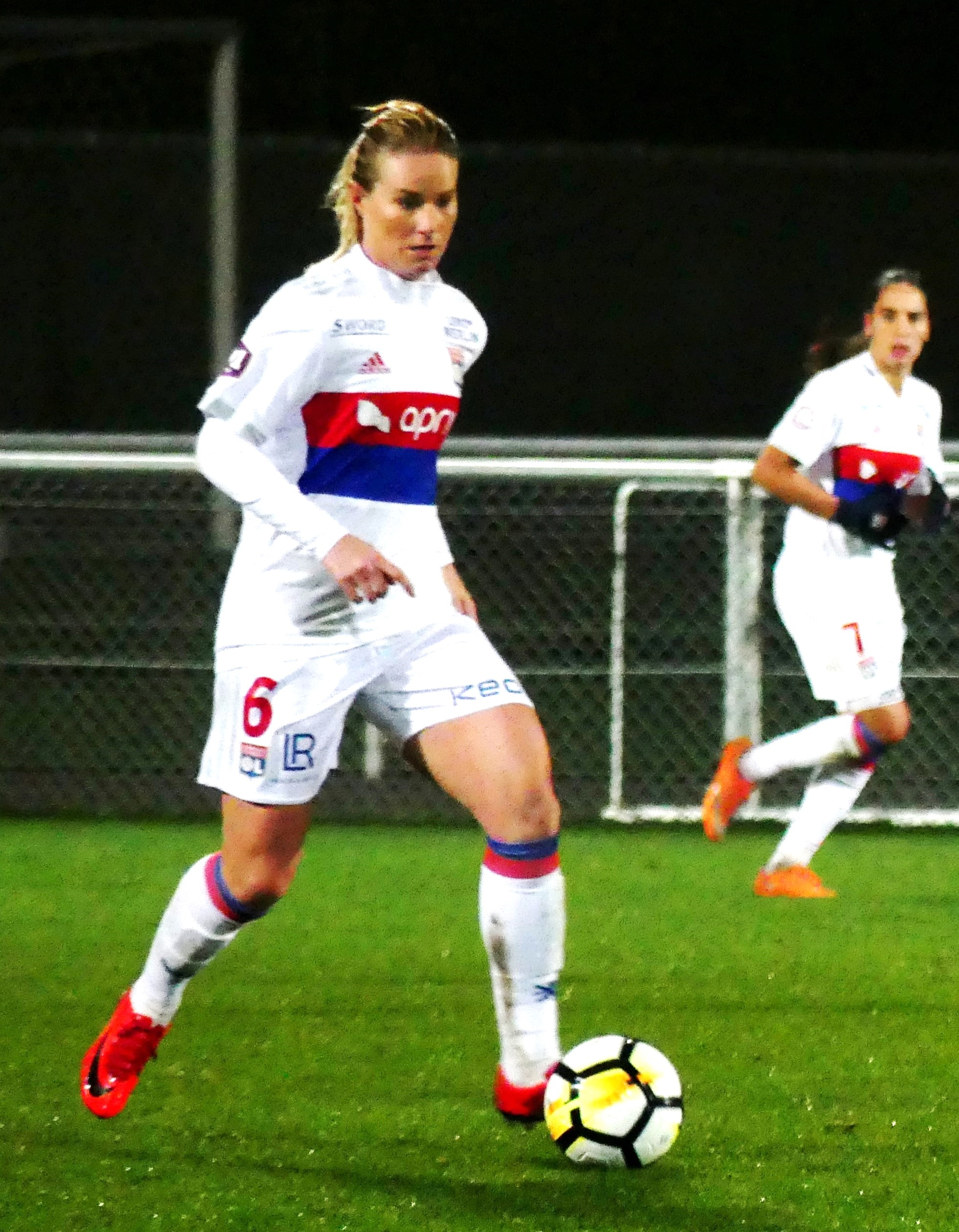
Amandine Henry avec l'Olympique lyonnais en février 2018.

  - Championne : 2008, 2009, 2010, 2011, 2012, 2013, 2014, 2015, 2016, 2018, 2019, 2020, 2022 et 2023

- Coupe de France (8) :
  - Vainqueur : 2012, 2013, 2014, 2015, 2016, 2019, 2020 et 2023

- Ligue des champions (7) :
  - Vainqueur : 2011, 2012, 2016, 2018, 2019, 2020 et 2022
  - Finaliste : 2010 et 2013.

- Trophée des championnes (1) :
  - Vainqueur : 2019.

- Women's International Champions Cup (1) 
  - Vainqueur en 2019

- Trophée Veolia Féminin (1) :
  - Vainqueur : 2020.

Avec le Portland Thorns
- Championnat des États-Unis (1) :
  - Vainqueur : 2017

Avec l'équipe de France
- Vainqueur du Tournoi de France 2020
- Vainqueur de la SheBelieves Cup : 2017

### Distinctions personnelles
- En 2021
  - Chevalier de l'ordre national du Mérite[40]
- En 2020
  - Médaille Fédération française de football des légendaires en 2020[41]
- En 2019
  - Nommée dans l'équipe type de la FIFA FIFPro Women's World11.
- En 2018
  - Nommée pour le prix The Best de FIFA[42]
- En 2015
  - 2e au Prix UEFA de la Meilleure joueuse d'Europe
  - Ballon d'argent adidas Coupe du monde féminine de la FIFA
  - Nommée dans l'équipe type de la FIFA FIFPro Women's World11.
- En 2016
  - 2e au Prix UEFA de la Meilleure joueuse d'Europe

### Source
- Anthony Hernandez, « Amandine Henry, capitaine à tout faire des Bleues », le Monde,‎ 24 juin 2019 (lire en ligne, consulté le 24 juin 2019).